# Kvalfinnen
Kvalfinnen (norwegisch für Walfinne) ist ein 2670 m hoher Gebirgskamm im ostantarktischen Königin-Maud-Land. Im Gebirge Sør Rondane ragt er an der Westflanke des Byrdbreen und 800 m nördlich des Bergs Isachsenfjella auf.
Norwegische Kartografen, die auch die deskriptive Benennung vornahmen, kartierten ihn 1957 anhand von Luftaufnahmen, die bei der von der United States Navy durchgeführten Operation Highjump (1946–1947) entstanden sind.